# Списък на окултни символи
Списъкът на окултни символи съдържа символи, свързани с окултното. Този списък споделя редица записи от списъка с алхимични символи, както и от списъка със сигили (печати) на демони.

## Списък
Настоящият списък е неизчерпателен:
| име                                                     | Изображение                                                                 | Произход | Бележки |
| ------------------------------------------------------- | --------------------------------------------------------------------------- | --- | --- |
| Анх                                                     |                                                                             | Древноегипетска религия                                                                                             | Древноегипетски символ за вечен живот; сега също се свързва с кеметизма и неопаганизма. |
| Стрелка (Belomancy)                                     |                                                                             | Древно предсказание                                                                                                 | Стрелите, използвани за получаване на знания чрез гадаене. |
| Багуа                                                   |                                                                             | I ching, Даоизъм | Буквално „8-те посоки“, тази ранна китайска техника за гадаене е описана в i ching и обикновено се визуализира като 8 триграми около символ Ин и Ян. Багуа и триграмите се споменават в астрономия, астрология, география, геомантия, анатомия, бойни изкуства, китайска медицина и различни други културни аспекти. |
| Бафомет                                                 |                                                                             | | Възприет от съвременните окултисти и сатанисти. Теистичните сатанисти може да го почитат като божество или демон, докато атеистични сатанисти го виждат като метафоричен символ. Изображението на Бафомет с глава на коза, което се вижда тук, е рисунка от 19тивек, направена от Елифас Леви като метафоричен символ от Dogme et Rituel de la Haute Magie. Първоначално не е създаден като сатанински символ или божество. Вижте също: Печат на Бафомет и Статуя на Бафомет. |
| Черно слънце                                            |                                                                             | Нацисткият окултизъм и по-късно неонацисткото движение                                                              | Символ на слънцето, съставен от дванадесет sig руни, появяващ се за първи път на пода на северната кула на Вевелсбург, след като Хайнрих Химлер нарежда да бъде реконструирана, придобива съвременна популярност поради към използването му от нацистките окултисти. По-късно е възприет от сатанистите. Името „Черно слънце“ е измислено от Вилхелм Ландиг от Landig Group. |
| Слънчев символ                                          |                                                                             | Алхимия | Алхимичният символ на слънцето и различни слънчеви богове. Също така алхимичният символ за златото, което е металът, представен от Слънцето, което е астрален двойник. |
| Кръст на Свети Петър                                    |                                                                             | Петър поиска да бъде разпнат с главата надолу, тъй като се чувстваше недостоен да умре по същия начин като Христос. | Използва се като символ на Свети Петър. Много често срещан дисплей в църквите, посветени на Свети Петър. |
| Око на провидението                                     |                                                                             | Древноегипетска религия                                                                                             | Окото на бог Хорус, символ на защита, сега свързван с окултизма и кеметизма. |
| Окото на Провидението (Всевиждащо око, Окото на Бог)    |                                                                             | Католическа иконография, Масонска символика                                                                         | Окото на Бог в триъгълник, представляващо Светата Троица и заобиколено от свята светлина, представляваща Неговото всезнание. |
| Хептаграма                                              |                                                                             | Юдаизъм, Ислям, Телема, Езичество, Алхимия                                                                          | Представлява седемте дни на сътворението. В исляма той представлява първите седем стиха от Корана. Това е символът на Babalon в Телема. В Wicca тя е известна като Елфическата звезда, Приказната звезда или Септаграмата. |
| Хексаграма                                              |                                                                             | Мандала и Юдаизъм                                                                                                   | Древен символ на еврейската вяра, открит също върху Печатът на Соломон. |
| Исландски магически пръчки                              |                                                                             | Исландска магия | Сигили, създадени с магическа сила от исландския народ. На снимката е пръчката, известна като Ægishjálmur. |
| I'itoi                                                  |                                                                             | Uto-Aztecan O'odham народи от Аризона                                                                               | I'itoi е местен духовен символ, който обозначава предизвикателните и балансиращи решения в живота на човека, които ни водят до крайното ни състояние на мечта от продукта на всичките ни избори. Идеалното е да стигнем до центъра на този „лабиринт“ от решения, които вземаме, което е проявление на нашата цел и мечта и е прието от Бога Слънце след нашата смърт. |
| Монас йероглифичен                                      |                                                                             | произведенията на Джон Дий                                                                                          | Символ, изобретен от Джон Дий, алхимик и астролог в двора на Елизабет I от Англия. Той представлява (отгоре надолу): луната; слънцето; елементите; и огън. |
| Уроборос                                                |                                                                             | Древен Египет и Персия, скандинавска митология                                                                      | Змия или дракон, поглъщащи собствената си опашка, това е символ на безкрайността, единството и цикъла на смъртта и прераждането. |
| Пентакъл                                                |                                                                             | Месопотамия | Древен символ на уникурсална петлъчева звезда, обградена от кръг с много значения, включително, но не само, петте рани на Христос и петте елемента (земя, огън, вода, въздух и душа). В сатанизма той е обърнат с главата надолу. Вижте също: Сигил на Бафомет. |
| Розов кръст                                             |                                                                             | Розенкройцерство / Херметичен орден на Златната зора                                                                | Символ, свързан с Кристиан Розенкройц, с много различни атрибути на символизъм. |
| Руни                                                    |                                                                             | Скандинавска митология                                                                                              | Древна азбука, използвана в цяла Северна Европа и известна в Скандинавия, използвана в съвременните времена от различни религиозни вероизповедания, като Асатру. |
| Печатът на Соломон                                      |                                                                             | Алхимия, християнски и ислямски езотеризъм                                                                          | Пръстен, приписван на цар Соломон в еврейската и езотерична традиция. |
| Печат на Теософското общество                           |                                                                             | Теософия (Блаватска)                                                                                                | Печат, състоящ се от Манджи, Звездата на Давид, Анкх, Ом и Уроборос, използван от Теософското общество, организация, създадена през 1875 за напредък на теософията. |
| Седмочислен сигил                                       |                                                                             | Орден от девет ъгъла                                                                                                | Основният символ на Ордена на деветте ъгъла, неонацистка сатанинска и лява окултна група, базирана в Обединеното кралство. |
| Сигил                                                   |                                                                             | Ренесансова магия                                                                                                   | Изображения, създадени за магически цели, понякога приписвани като подписи на демони, ангели и други същества. |
| Печат на Луцифер                                        |                                                                             | „Grimorium Verum“                                                                                                   | Известен също като Печата на Сатаната, той се използва за призоваване на дявола. Сигилът е знак/символ, използван в ритуалната магия. В теистичния сатанизъм, в който хората вярват и се покланят на Сатана като бог, сигилът се използва за извикване на Сатана. Неговият древен произход е в Гримоара на истината, публикуван в Италия през 16th век, който служи като ръководство за тези, които искат да се позоват и да общуват с Луцифер. Също така свързан с музикалния колектив Jewelxxet и групата Zeal & Ardor.                                                        |
| Печат на Бафомет                                        |                                                                             | Френският окултизъм от 19ти век, Радостта от служенията на Сатаната                                                 | Официална емблема на Църквата на Сатаната, състояща се от глава на коза, закрепена върху обърната пентаграма, оградена от еврейските букви на думата „Левиатан“ (לִוְיָתָן). Дясното изображение е същият знак в клинопис от Радостта на служенията на Сатана, пресъздаване на символа на Бафомет, включен с клинописни букви вместо иврит, за да се изпише „Сатана“, и направен след повторното тълкуване на идеологията от Максин Дитрих на духовния сатанизъм. |
| Sigillum Dei (Божи печат)                               |                                                                             | Европа, късно средновековие                                                                                         | Магическа диаграма, съставена от два кръга, пентаграма и три седмоъгълника и е обозначена с името на Бог и неговите ангели. |
| Кръг в квадрат                                          |                                                                             | Alchemy | Символ на Философския камък. На лявото изображение е изобразена емблемата XXI на Michael Maier от Atalanta Fugiens. |
| Ширамачакра                                             |                                                                             | тамилски мистицизъм                                                                                                 | Мистична диаграма, използвана за астрология. |
| Шри Янтра                                               |                                                                             | Шри Видя школа на хиндуизма                                                                                         | янтра, състояща се от девет преплетени триъгълника. Четири нагоре, които представляват Шива, и пет надолу, представляващи Шакти, които обграждат централната бинду точка. В три измерения той представлява Махамеру и по-специално всички янтри произлизат от Шри Янтра. Той символизира еволюцията на мултивселената в резултат на естествената божествена воля на майката богинята Аади Параа Шакти. |
| Серни кръстове                                          | Сяра/запалимите елементиСимвол на фосфор, обърнат с главата надолуБримстоун | Алхимия; Сатанизъм                                                                                                  | Алхимични символи за сяра, свързани с огъня и жупела на Ада. Третият на снимката, алхимичен за черна сяра, е известен също като „Кръстът на Левиатан“ или „Кръстът на Сатаната“. |
| Слънце                                                  |                                                                             | Алхимия и Херметизъм                                                                                                | Символ, използван с много различни значения, включително, но не само, злато, citrinitas, сяра, божествената искра на човека, благородство и неподкупност. |
| Слънчев кръст                                           |                                                                             | желязната епоха религии и по-късно гностицизъм и нео-езичество.                                                     | Древен езически символ на слънцето, възприет от гностици, неоезичници и окултисти. |
| Върховна полярност (Taijitu)                            |                                                                             | Джоу Дуни (1017 – 1073 г. сл. Хр.), Даоизъм                                                                         | „Обяснение на диаграмата на Върховния Предел“, което се превърна в крайъгълен камък на неоконфуцианската космология |
| Символ на хаоса                                         |                                                                             | Майкъл Муркок, Алистър Кроули и хаос магия                                                                          | Символ, произхождащ от Вечният шампион, по-късно възприет от окултистите и ролевите игри. |
| Тетрактис (Тетрад)                                      |                                                                             | Гръцка школа на питагорейството                                                                                     | Тетрактисът е равноотдалечена и равноъгълна подредба от десет точки вътре в триъгълник, подобно на четвъртото триъгълно число. Той е разработен от Питагор и колективно означава космическо единство под формата на Декадата, както и musica universalis, или колективна абстракция на музиката, генерирана от небесните космически тела. Той също така представлява четирите елемента на природата, както и пространствената организация на пространство-времето. Изучаването и придържането към неговите метафизични знания е било изискване в окултните питагорейски религии. |
| Тетраграматон                                           |                                                                             | Юдаизъм, Кодеш, Кабала                                                                                              | Смята се за неизразимото име на Бог, написано като YHWH. Името с четири букви има много произношения и може да се види над 7000 пъти в цялата еврейска Библия. Като символ той е включен в гръцкия Тетрактис от еврейската Кабалистична окултна традиция като развиваща се подредба от десет букви. В gematria YHWH има числова стойност 72 (централно изображение). Дясното изображение съдържа тетраграматона във формата на тетратис, придружено от късноренесансовия Пентаграматон по-долу.                                                                                  |
| Дървото на живота (Кабала)                              |                                                                             | Кабала | Дървото на живота е диаграма, използвана в различни мистични традиции. Обикновено се състои от 10 възела, символизиращи различни архетипи и 22 линии, свързващи възлите. Възлите често са подредени в три колони, за да покажат, че принадлежат към обща категория |
| Уникурсална хексаграма                                  |                                                                             | Телема на Алистър Кроули                                                                                            | Символ на религията Телема, хексаграма, която може да бъде начертана с една линия. |
| Вишварупа (Космически човек)                            |                                                                             | Вайшнавизъм, Хиндуизъм                                                                                              | Тази иконографска форма на хинду Тримурти бог Вишну, чието тяло представлява структурата и формата на целия космос. Различните области на Ада са представени от краката и стъпалата, като земните и хармоничните Небесни сфери са представени от горната част на корема и гърдите, ръцете и главата; пъпът представлява Непроявеното царство, което е свързано с чист звук и вибрации и абсолютна тишина, която свързва всичко заедно. |
| Зодиакален човек (Homo Signorum, или „Човек със знаци“) |                                                                             | Астрология | Графика, свързваща зодиакалните имена с частите на тялото. |